# Thymus funkii
Thymus funkii — вид рослин родини глухокропивові (Lamiaceae), Ендемік південного сходу Іспанії.

## Опис
Напівчагарник до 20 см заввишки, деревнистий. Стебла підняті чи лежачі, щільно й жорстко волохаті. Листки 5–7.5 × ≈0.6 мм, лінійні,  загострені та вигнуті на верхівці, волохаті, з жовтуватими сфероїдальними залозами, сидячі. 
Суцвіття 12–20 × 9–12 мм. Приквітки 4–10 × 1–5 мм, еліптичні, вузько яйцюваті або яйцювато-ланцетні, гострі або загострені, білі або пурпурові, волохаті, зі сфероїдальними залозами та залозисті волоски на нижній поверхні. Чашечка 4–8 мм, циліндрична, з вираженими жилками; трубка 3–4 мм, запушена, зі сфероїдальними залозами. Вінчик ≈15 мм, трубчастий, білуватий або пурпуровий. Горішки 0.8–1 × 0.6–0.7 мм, еліпсоїдні, темно-коричневі. 2n = 28.

## Поширення
Ендемік південного сходу Іспанії.
Населяє відкриті чагарникові місцевості та світлі соснові ліси, росте на гіпсі, гіпсових суглинках, кам'янисті або глинисті вапняні субстрати; на висотах 400—1800 м н.р.м.